# Robert von Bayer
Karl Emmerich Robert von Bayer, född den 15 april 1835 i Bregenz, död den 30 juni 1902 i Baden nära Wien, var en österrikisk författare, som skrev under pseudonymen Robert Byr. 
Han var officer, men tog 1862 avsked för att ägna sig åt litteraturen. En del av hans förströelseromaner är översatta till svenska.